# Adventure Gamers
Adventure Gamers es un sitio web de videojuegos de ordenador creado en 1998 dedicada al género de los videojuegos de aventura. Se publican reseñas y avances de los juegos de aventura, así como artículos de opinión y entrevistas con los diseñadores.
Los comentarios del sitio se han citado en muchas tapas de las cajas de videojuegos de aventura, y está catalogado como un revisor de confianza en CNET Metacritic y GameRankings. Adventure Gamers también es referenciado en el libro impreso Rogue Leaders: The Story of LucasArts.
Adventure Gamers es respetado por los desarrolladores de juegos de aventura. Ragnar Tornquist, el creador de los videojuegos de aventura The Longest Journey y Dreamfall: The Longest Journey ha declarado que las críticas de Adventure Gamers son "muy importantes para [él]". Además, Straandlooper, el desarrollador de Hector: Badge of Carnage ha llamado a Adventure Gamers "uno de los sitios web más importantes y ampliamente respetados sobre los videojuegos de aventura".

## Premios Aggie
Cada año, Adventure Gamers acoge los Premios Aggie, que conceden premios a los videojuegos de aventuras según el mérito conseguido en varias categorías, desde el concepto, dirección de arte y la historia, a la aventura del año. Estos premios se llevan a cabo en alta estima por las empresas que las reciben, ya que se ofrecen en las portadas oficiales de esos juegos.
| Año  | Elección del personal de AG          | Elección de los lectores                     |
| ---- | ------------------------------------ | -------------------------------------------- |
| 2008 | Sam & Max: Season Two                | Sam & Max: Season Two                        |
| 2009 | Tales of Monkey Island               | Tales of Monkey Island                       |
| 2010 | Last Window: The Secret of Cape West | The Whispered World                          |
| 2011 | Portal 2                             | The Book of Unwritten Tales                  |
| 2012 | The Walking Dead                     | The Walking Dead                             |
| 2013 | Brothers: A Tale of Two Sons         | Cognition: An Erica Reed Thriller            |
| 2014 | The Blackwell Epiphany               | Tesla Effect: A Tex Murphy Adventure         |
| 2015 | Stasis                               | Life Is Strange                              |
| 2016 | King's Quest                         | Kathy Rain                                   |
| 2017 | Thimbleweed Park                     | Thimbleweed Park                             |
| 2018 | Unavowed                             | Unavowed                                     |
| 2019 | Outer Wilds                          | Whispers of a Machine                        |
| 2020 | There Is No Game: Wrong Dimension    | Röki                                         |
| 2020 | The Forgotten City                   | The Darkside Detective: A Fumble in the Dark |